# William Godwin
William Godwin, angleški novinar, politični filozof in romanopisec, * 3. marec, 1756, † 7. april 1836. Velja za enega prvih predstavnikov utilitarizma in predhodnika anarhizma. 
Najbolj je zaslovel s svojima knjigama Povpraševanje glede politične pravičnosti in Stvari kot so; ali dogodivščine Caleba Williamsa. Kljub slavi, ki jo je požel s tema dvema knjigama, je bil kasneje napaden s strani konzervativcev. Razloga za ta napad sta bila poroka s feministično pisateljico Mary Wollstonecraft in izdaja biografije njegove žene, ki je umrla med porodom njune hčere Mary Godwin, ki se je kasneje poročila s pesnikom Percyom Byssheom Shelleyem. Večina njegovih del je bila zapisana v obliki romanov.

## Življenje
Godwin je bil rojen v mestu Wisbech v grofiji Cambridgeshire. Njegova družina je bila tipična predstavnica srednjega sloja. Njegov oče John Godwin je umrl zelo mlad, tako da kakšnega večjega vpliva na svojega sina ni imel. Je bila pa zato vez med Williamom in njegovo materjo Anne veliko bolj trdna.
William Godwin se je izobraževal za poklic svojega očeta, ki je bil protestantski (ne-anglikanski) pridigar na zasebni akademiji Hoxton. Kot religiozni nekonformist bi težko dobil službo na kakšni državni šoli. Ta religiozni nekonfromizem, ki je hkrati tudi socialni je preko očeta močno vplival na sina. Pri 11 letih je postal edini učenec Samuela Newtona, učenca Roberta Sandemana, ustanovitelja ene od protestantskih ločin. Nato je deloval kot pridigar v Wareju, Stowmarketu in Beaconsfieldu. V tem času se je navdušil za francoske enciklopediste.
Godwin je leta 1782 prišel v London kot pridigar z namenom, da postane pisatelj in družbeni kritik z ambicioznim namenom, da popolnoma spremeni družbo.

## Najpomembnejša dela
Njegovi najpomembnejši in najbolj znani deli sta knjigi Povpraševanje glede politične pravičnosti, napad na politično institucijo, in Stvari kot so; ali dogodivščine Caleba Williamsa. 
Leta 1793, v času francoske revolucije je Godwin objavil knjigo Povpraševanje glede politične pravičnosti, napad na politično institucijo, v kateri je razpravljal o politični pravičnosti. To je bilo prvo znano delo, ki je razlagalo anarhizem. Prvi del je anarhistična kritika družbe. Drugi del pa je Godwinov pogled na to kako bi morala anarhistična družba izgledati in delovati. Politična pravičnost je bila v tistem času zelo aktivna in popularna tema. Z besedo politična pravičnost so takrat avtorji mislili kakršnokoli sprejetje moralnih načel v dobro skupnosti.
Njegovo drugo pomembno in znano delo je Stvari kot so; ali dogodivščine Caleba Williamsa, s katerim je napadel privilegije aristokratov in zlorabo politične moči. Roman, ki je bil napisan leta 1794, je sestavljen iz 3 delov. Predstavi življenje Caleba Williamsa, ki je reven, a izobražen mladi mož. Caleb Williams ima v knjigi vlogo pripovedovalca. Caleb se v zgodbi znajde v pravi nočni mori, kjer so dobro, zlo, legitimnost in nelegitimnost pomešani med seboj. Poleg tega raziskuje skrivnosti človekove motivacije. Izziv za bralca pa je, da preuči in ugotovi, kaj vidi, ko opazuje stvari tako kot so.
Nekaj ostalih pomembnejših del:
•	Skrivnostno življenje Lorda Chanthama (njegovo prvo objavljeno delo – 1783)
•	Fleetwood (1805) – Kritika Jean-Jacquesa Rousseauja. Izkaže se, da je to, kar je za Rosseauja idealno, pravzaprav problematično. Knjiga ima istoimenski naslov kot glavna oseba v zgodbi.

## Ukvarjanje s politiko
V odgovor na sojenje izdajstva njegovih britanskih jakobincev, podpornikov francoske revolucije, med njimi tudi Thomasu Holcroftu, je napisal delo Cursory Strictures on the Charge Delivered by Lord Chief Justice Eyre. V tej knjigi je silovito argumentiral, da je koncept konstruktivne izdaje dovoljeval sodniku razumevati kakršnokoli vedenje kot izdajalsko brez pravne utemeljitve. To je bil razlog za veliko, vendar bolj moralno zmago jakobincev, saj so bili oproščeni. Leta 1798 so Godwina začeli napadati in smešiti konservativni mediji. Takrat se je odločil da napiše nepristransko biografijo svoje pokojne žene Mary Wollstonecraft z naslovom Spomini na avtorico Branjenja pravic žensk (Memoirs of the Author of A Vindication of the Rights of Woman). Opisana sta bila tudi njena dva poskusa samomora, pred in po njeni aferi z ameriški avanturistom Gilbertom Imlayem, ki se je končala z rojstvom Fanny Imlay. 
Goodwin, ki je bil vztrajen in trmast v svojem nauku, je 30 let živel v samoti zaradi svojega slovesa. Ne glede na to je imel vpliv na mnoge avtorje (Shelley in Kropotkin).

## Rivalstvo z Malthusom
Leta 1789 je Thomas Robert Malthus napisal esej Princip populacije, kot odgovor na Godwinove vidike na družbo. Malthus je napisal da je populacija nagnjena k povečanju v času obilja, in da samo stiska pripelje do groznih stvari, kot so vojne, pomanjkanje hrane, bolezni. Te stvari pa služijo zaustavitvi rasti populacije. Z njegovega vidika so populacije obsojene na rast, dokler ne nastane stiska, vsaj pri revnejšem delu prebivalca. Posledično je bila revščina neizogiben pojav v družbi.
Godwin je priznal, da bi višanje življenjskega standarda pomenilo probleme pri večanju populacije. Vendar je imel očitno rešitev za ta problem. Njegova ideja je bila narediti spremembo v človeški naravi. Zmanjšati bi bilo treba potrebo po spolnih odnosih z razvijanjem intelektualnih užitkov. Malthus je to spremembo zavrnil, saj naj ne bi bila mogoča. Ne glede na to je v svojem naslednjem spisu napisal, da bi poznejše poroke, moralni zadržki, odpovedovanje spolnim odnosom lahko pripomogle k zmanjšanju populacije, dokler ne bi na vrsto prišla naslednja stiska. Godwin je tudi v novi tehnologiji videl razlog, da bi bila sprememba v človeškem umu mogoča. Tehnologija naj bi nas spremenila v intelektualno bolj napredna bitja. Več časa, ki bi ga ljudje preživeli s tehnologijo, bi pomenil, da bi manj časa zapravili za delo, s tem bi več časa posvetili razvijanju naših možganov. Godwin je verjel, da bo moralni napredek dohitel rast prebivalstva. Predstavljal si je svet, v katerem bi družba dosegla raven obstojnosti.
Leta 1820 je izdal še eno knjigo, kot odgovor na Malthusove spise. Ni se strinjal z Malthusovim prepričanjem, da bo prebivalstvo kmalu raslo na eksponentno, viri pa linearno. Godwin je bil prepričan, da se bo prebivalstvo podvojilo vsakih petindvajset let, če bi vsak par v ZDA imel osem otrok, čeprav je bilo to število v tistih letih okoli povprečja.
Dela:
•	Povpraševanje glede politične pravičnosti (Enquiry concerning Political Justice, and its Influence on General Virtue and Happiness),1793
•	Stvari kot so; ali dogodivščine Caleba Williamsa(Things as They Are; or, The Adventures of Caleb Williams),1794
•	Povpraševalec(The Enquirer),1797
•	Sveti Leon(St. Leon),1799
•	Fleetwood, 1805
•	Mandevila, 1817
•	Zgodovina Skupnosti narodov,(History of the Commonwealth (book))1824–28
•	Deloraine, 1833
•	Življenje nekromantov (Lives of the Necromancers), 1834
• Spomini na avtorico Branjenja pravic žensk (Memoirs of the Author of A Vindication of the Rights of Woman), 1798